# Eupithecia butvilai
Eupithecia butvilai es una especie de polilla de receinte descubrimiento perteneciente a la familia Geometridae. La especie fue descrita por primera vez por Mironov y Šumpich, habiendo sido descrita en 2022, con distribución en China. El holotipo fue descrito en el valle Nu Jiang, al sur de Gongshan, provincia de Yunnan, a aproximadamente 2400 metros (7874,0 pies) de altitud.
Es una polilla pequeña con una envergadura de las alas de 18 milímetros (0,7 plg). Esta especie pertenece al grupo de especies fletcherata y su color gris y grandes puntos discales negros en las alas anteriores le hace ver muy similar a la E. quadripunctata del Asia Oriental. Se desconoce su planta huésped y de su distribución fuera de la provincia de Yunnan.
Debe su nombre en honor al entomólogo lituano Rimantas Butvila, dedicado a la recolección de polillas en China.